# Хрущак малый чёрный
Малый чёрный хрущак, или хрущак-разрушитель (лат. Tribolium destructor) — вид жуков семейства чернотелок. 
Жук 5,1 — 5,5 мм, от тёмно-коричневого до чёрного, матово-блестящий. Ноги и брюшная часть более светлые. Голова у внутреннего края глаза с небольшим острым килем. Последние 4 — 5 члеников усиков постепенно утолщаются, булавы не образуют. Очень похож на малого мучного хрущака, но значительно крупнее. Личинка почти не отличима от личинки малого мучного хрущака, но закончившая развитие значительно крупнее, светло-коричневая, до 12 мм длины.
Поселяется только в отапливаемых помещениях, в том числе в жилых квартирах, где за год дает 3 — 4 поколения. По образу жизни этот вид также сходен с малым мучным хрущаком, но уступает ему по вредоносности, и еще менее холодоустойчив, чем предыдущий.
В России и Украине распространён повсеместно. Повреждает всевозможные зернопродукты, душистый перец, клей, трикотажные и капроновые изделия.